# Siegfried Graetschus
Siegfried Graetschus (Tilsit, Németország, 1916. június 9. – Sobibór, Lengyelország, 1943. október 14.) SS-tiszt volt a sobibóri megsemmisítőtáborban. Az 1943. október 14-ei szökési kísérlet közben egy rab meggyilkolta.

## Élete
Graetschus 1935-ben lépett be az SS-be, és 1936-ban a náci pártba. A Bernburgi Eutanáziaközpontban és a treblinkai megsemmisítőtáborban szolgált, majd 1942 augusztusában Sobibórba küldték. Az ukrán őrök parancsnokává nevezték ki, miután az előzővel, Erich Lachmann-nal problémák akadtak.
A sobibóri felkelés részeként Graetschust a szabóműhelybe csalták, majd egy baltával megölték. A források abban nem értenek egyet, hogy a végzetes csapást Jehuda Lerner, a varsói zsidó, vagy Arkagyij Vajszpapir, a Vörös Hadsereg katonája vitte-e be.

## Fordítás
- Ez a szócikk részben vagy egészben  a   Siegfried Graetschus című angol Wikipédia-szócikk ezen változatának fordításán alapul.  Az eredeti cikk szerkesztőit annak laptörténete sorolja fel. Ez a jelzés csupán a megfogalmazás eredetét és a szerzői jogokat jelzi, nem szolgál a cikkben szereplő információk forrásmegjelöléseként.